# 陳冠宇 (桃園男歌手)
陳冠宇，桃園中壢客家人，臺灣客語流行音樂歌手、作曲家、錄音師、唱片製作人、農夫。曾擔任交工樂隊貝斯手，好客樂隊主唱。

## 生平
陳冠宇是桃園中壢客家人，畢業於國立成功大學交通管理學系。
1992年冠宇與林生祥、鍾成虎、福田毅在淡水組成觀子音樂坑，擔任貝斯手，1999年觀子音樂坑遷至美濃，改組為交工樂隊，擔任貝斯手兼錄音師，並與樂團成員投入美濃反水庫運動。
2003年交工樂團因經費拮据與成員理念想法的差異宣布解散。冠宇與鍾成達、郭進財、柯智豪等團員合組好客樂隊，擔任主唱，擅長貝斯及木吉他演奏。
2006年冠宇開始投入有機農業，並赴台東池上蹲點學習稻米耕種技術，並與導演、攝影師、音樂家與民謠歌者等好友，與原好客合組「愛吃飯創作合作社」。
2010年冠宇與妻子以莉·高露移居南澳，從事有機稻作種植。他也擔任以莉的專輯製作人，製作《輕快的生活》，獲得中華音樂人交流協會年度〈2011年度十大優良專輯〉及 第1屆「音樂推動者大獎」年度專輯大獎。2012年10月20日，長女Terefo（娣樂伏）誕生。
2015年透過群眾募資方式獨立製作並發行專輯《美好時刻》，為台灣首次大規模唱片募資企畫。獲得中華音樂人交流協會年度〈2015年度十大優良專輯〉。

## 音樂作品
觀子音樂坑時期
- 《過庄尋聊》（1997年）
- 《游盪美麗島》（1998年）

交工樂隊時期
- 《我等就來唱山歌》（1999年）
- 《菊花夜行軍》（2001年）

好客樂隊
- 《桃花開》2003年獨立發行
- 《蘆葦的聲音》2005年由荒島音樂/五四三音樂站發行
- 《好客戲》2005年由角頭音樂發行
- 《炸神明》2006年由荒島音樂/五四三音樂站發行紀錄片音樂
- 《愛吃飯》2008年由風潮音樂發行/「愛吃飯創作合作社」

### 製作專輯
- 2011年 《輕快的生活》  以莉·高露
- 2015年 《美好時刻》  以莉·高露

## 獎項
- 第17屆金曲獎最佳客語專輯獎
- 第20屆金曲獎最佳客語專輯獎